# Верхний мотонейрон

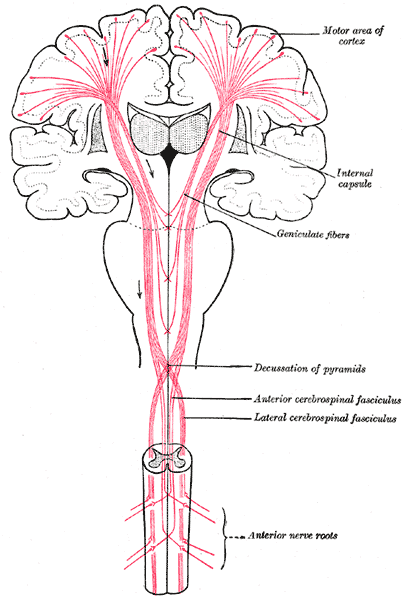
Верхний мотонейрон

Верхние мотонейроны — мотонейроны, берущие начало в двигательной области коры головного мозга или ствола мозга и несущие моторную информацию к нижним мотонейронам. Основные мотонейроны, обеспечивающие сознательные движения, лежат в слое V прецентральной извилины и представляют собой гигантские пирамидальные клетки, называемыми клетками Беца. Клеточные тела этих нейронов являются самыми крупными в мозге, достигая почти 0,1 мм в диаметре.
Прецентральная извилина является одной из важнейших областей и наиболее задней извилиной лобной доли, лежащая впереди центральной борозды. Часть волокон из верхних мотонейронов выступают из прецентральной извилины и заканчиваются в стволе головного мозга где они пересекаются с нейронами в нижнем мозге с образованием пирамидного пути на каждой стороне спинного мозга. Волокна, которые не пересекаются, проходят через головной мозг и продолжают формировать пирамидный путь. Верхние мотонейроны спускаются в спинной мозг до соответствующего уровня корешка спинномозгового нерва. В этой точке верхние мотонейроны соединяются с нижними мотонейронами, аксоны каждого из которых иннервируют волокна скелетных мышц.
Эти нейроны соединяют головной мозг до соответствующего уровня в спинном мозге, от чего нервные сигналы продолжаются в мышцы посредством нижних мотонейронов. Нервные импульсы от верхних мотонейронов передаются нижним мотонейронам нейромедиатором глутаминовой кислотой с помощью специальных белков — глутаматных рецепторов. Эти рецепторы регулируют широкий спектр процессов в головном и спинном мозге, сетчатке и периферической нервной системе.

## Поражения
Любое поражение верхних мотонейронов, также известное как пирамидная недостаточность, возникает в нервных путях выше передних рогов спинного мозга. Такие поражения могут возникать в результате инсульта, рассеянного склероза, повреждения спинного мозга или другого приобретенного повреждения головного мозга. Возникающие в результате изменения мышечной активности, которые могут быть широкими и разнообразными, в целом описываются как синдром верхнего двигательного нейрона. Симптомы могут включать мышечную слабость, снижение моторного контроля, включая потерю способности выполнять мелкие движения, усиление (и снижение порога) спинномозговых рефлексов .включая спастичность, клонус (непроизвольные последовательные циклы сокращения/расслабления мышцы) и разгибательную подошвенную реакцию, известную как симптом Бабинского. 